# Pseudotanais affinis
Pseudotanais affinis är en kräftdjursart som beskrevs av Hansen 1886. Pseudotanais affinis ingår i släktet Pseudotanais och familjen Pseudotanaidae. Inga underarter finns listade i Catalogue of Life.